# Бернский художественный музей
Бернский художественный музей (нем. Kunstmuseum Bern) — художественная галерея в швейцарском городе Берн, основанная в 1849 году как «собрание бернского художественного общества» — старейший художественный музей конфедерации; в 1879 году открылся в собственном здании; постоянная коллекция содержит работы, созданные как в период Средневековья, так и в XXI веке; проводит временные выставки, включая экспозиции произведений современного искусства.

## История и описание
История создания Художественного музея Берна связана с основанием первой художественной школы в Берне (1779). В 1805 году в здании бывшего францисканского монастыря была открыта Бернская академия. Для гипсовых копий античных статуй, подаренных французским правительством, здесь устроили «античный зал». Эти копии составили основу «Государственной художественной коллекции». В 1820 году были приобретены части коллекции журналиста-искусствоведа и арт-дилера Зигмунда Вагнера. Работы Йоханнеса Дюнца, Никлауса Мануэля и Йозефа Вернера Младшего положили начало «Музею отечественной живописи».
Целью Бернского общества изящных искусств (Bernische Kunstgesellschaft), основанного в 1813 году, являлся не только обмен идеями, но и продвижение местного искусства. Деятельность членов общества включала сбор произведений искусства и регулярную организацию выставок. С 1840 по 1854 год каждые два года общество организовывало швейцарскую художественную выставку.
До 1864 года художественные коллекции Берна были разбросаны по разным временным местам, они размещались в позднеготическом Антониехаусе, в здании монастыря в стиле барокко рядом с собором и в комнате в Эрлахерхофе. В 1849 году Государственное собрание произведений искусства было окончательно объединено с собранием Художественного общества и представлено в хоре Французской церкви, поэтому 1849 год считается годом создания Художественного музея Берна. С 1864 года коллекция в течение пятнадцати лет экспонировалась в западном крыле недавно построенного Федерального дворца (1852—1857).
Бернское общество изящных искусств в 1888—1894, 1901—1906 годы возглавлял Гораций Эдуард Давине, служивший инспектором Бернского художественного музея и оставивший личную коллекцию произведений современных художников в музее.
В 2015 году был основан зонтичный фонд «Бернский художественный музей- Центр Рауля Клее» (Kunstmuseum Bern — Zentrum Paul Klee), который профессионально управляет этими двумя учреждениями Берна.

## Коллекция

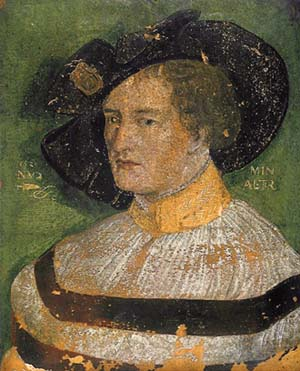
Никлаус Мануэль Дойч. XVI век

Под крышей Музея изобразительных искусств Берна собраны работы художников и скульпторов из разных стран, создававших свои произведения в разные эпохи. Здесь можно увидеть произведения искусства итальянских мастеров XIV—XV веков, среди которых полотна Дуччо, Анжелико и многие другие. Основу коллекции составляют десятки картин, приобретенных кантоном Берн в 1820 году. Здесь представлены итальянское Треченто (например, Дуччо ди Буонинсенья), бернское искусство с XV века (Никлаус Мануэль, Альберт Анкер, Фердинанд Ходлер), французское искусство (Эжена Делакруа, Гюстава Курбе, Сальвадор Дали и Андре Массон), немецкий экспрессионизм (Эрнст Людвиг Кирхнер и др.) и новые направления в искусстве от Джексона Поллока до наших дней.

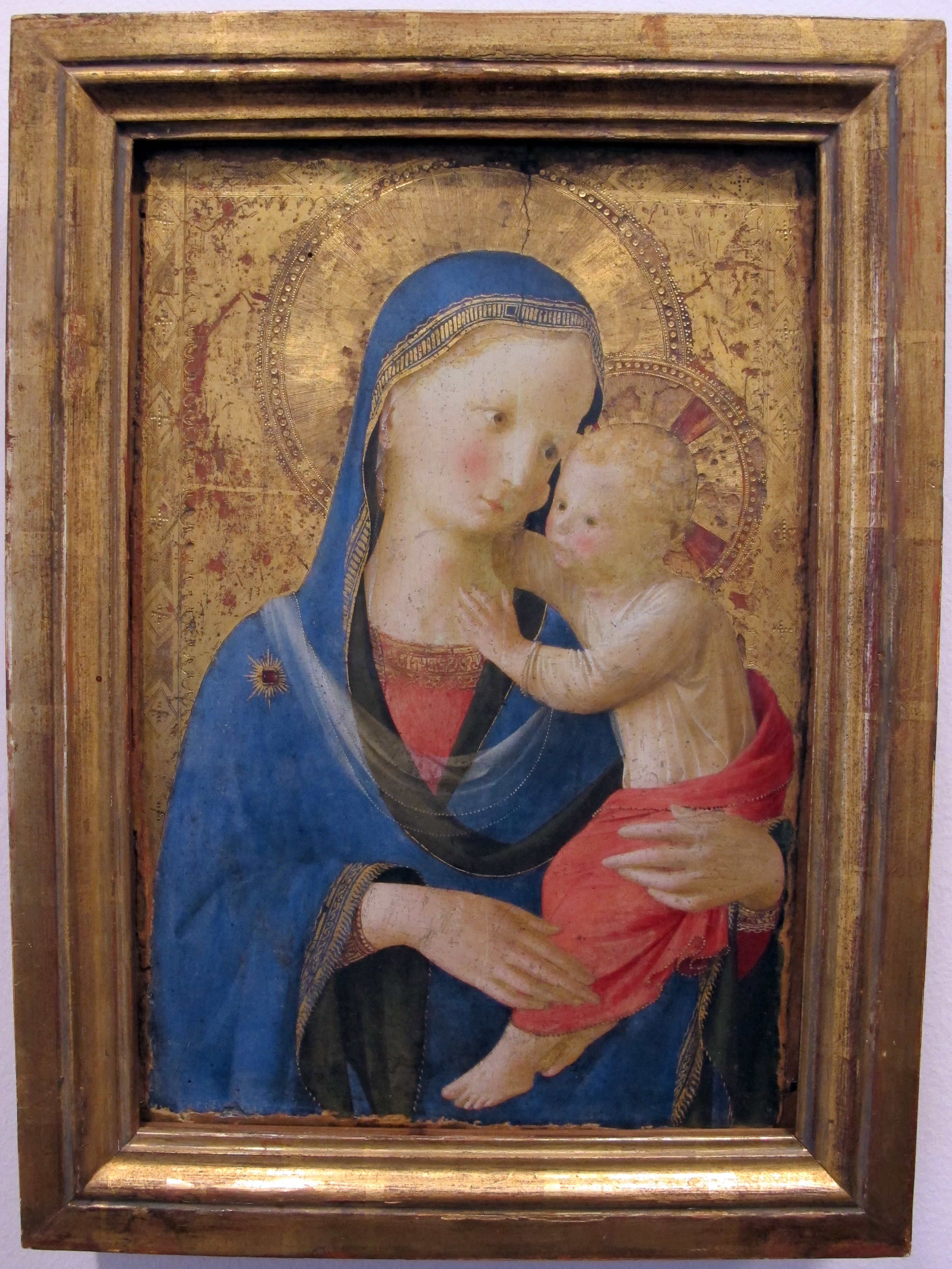
Художник Анджелико.Мадонна с младенцем. XV век

Весьма разнообразна экспозиция, посвященная творчеству швейцарских художников, среди которых особое место отдано бернскому художнику-авангардисту Паулю Клее, количество работ которого в коллекции музея превышает 2 тыс. Также здесь можно увидеть работы других национальных художников: Альберта Анкера, Куно Амье, Никлауса Мануэля, Фердинанда Ходлера, Франца Герча, Арнольда Беклина и других. В музее имеются также и картины известного русского художника, стоявшего у истоков абстракционизма Василия Кандинского.

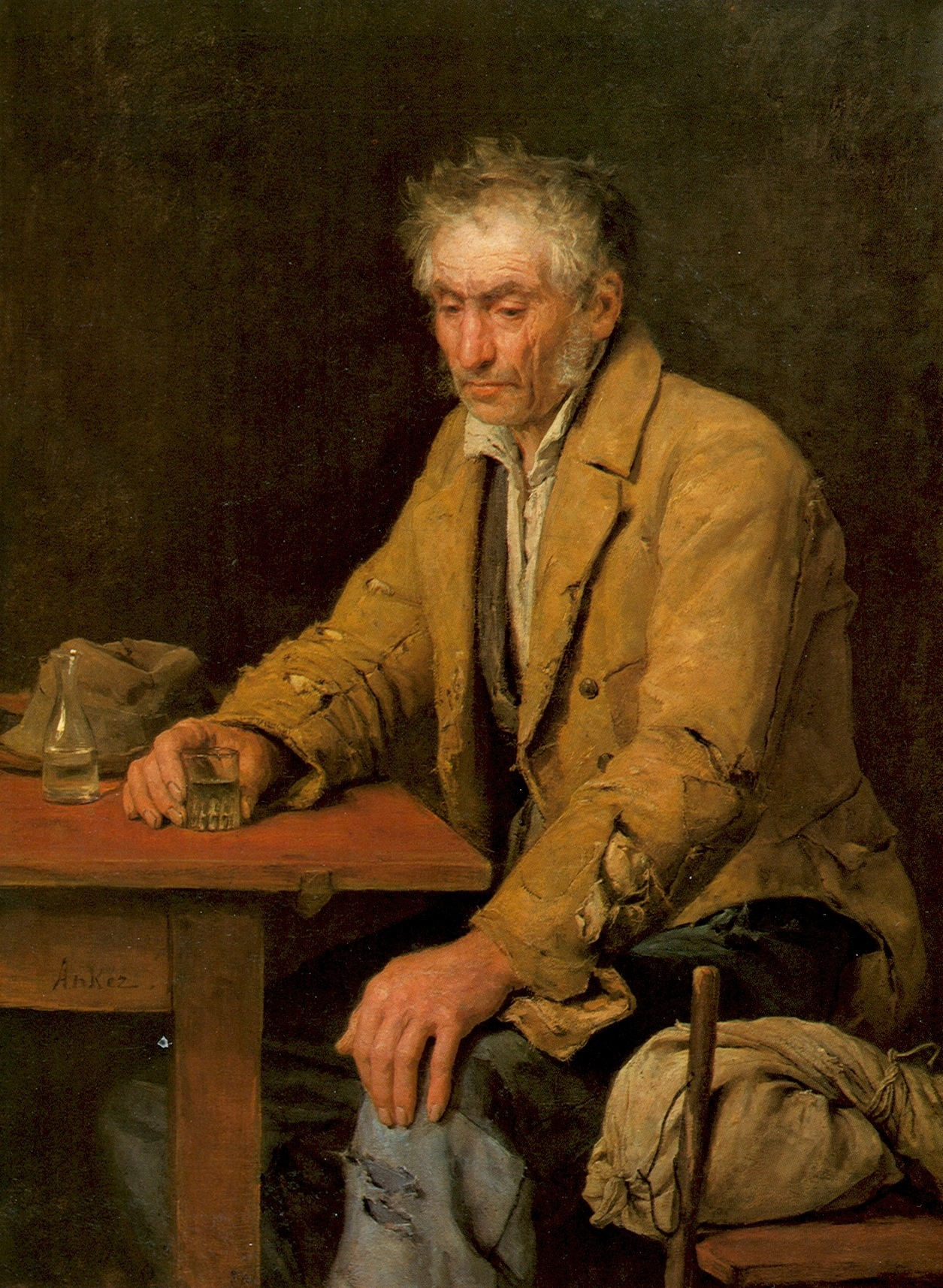
Художник Анкер. Пьяница

В 1944 году бывший директор Кунстхалле Макс Хагглер стал директором Художественного музея Берна, и политика музея сместилась в сторону создания интернациональной коллекции произведений искусства. Важнейшей частью коллекции музея Хаггер считал творчество Пауля Клее.
После смерти Лили Клее, вдовы Пауля Клее, группа бернских коллекционеров основала Общество Клее (1946), из которого год спустя возник Фонд Пауля Клее. Произведения Пауля Клее хранились в Художественном музее Берна с 1952 года. В 2005 году большая часть работ Пауля Клее была передана Центру Пауля Клее. В прекрасном здании, построенном по проекту Ренцо Пьяно, было размещено около 4000 работ художника; это самая важная в мире коллекция картин, акварелей и рисунков Пауля Клее, а также архив и биографические материалы всех периодов творчества Клее. Однако в коллекции Художественного музея Берна все еще имеются работы художника, например, его пуантилистический шедевр 1932 года Ad Parnassum(На Парнасе).

Пауль Клее. На Парнасе.

Помимо покупок, сделанных самим Художественным музеем Берна, обширная коллекция состоит в основном из щедрых пожертвований, завещанных или оставленных в музее произведений. Ханс Ханлозер, сын коллекционеров Винтертура Артура Ханлозера и Хеди Ханлозер-Бюлер, преподававших историю искусства в Берне, в 1946 году подарил музею картины «Европейское движение» Феликса Валлотона и «Выцветшие подсолнухи» Винсента Ван Гога. Хагглер также был в дружеских отношениях с торговцем произведениями искусства и коллекционером Жоржем Ф. Келлером. После его коллекция Келлера (произведения Поля Сезанна, Эдгара Дега, Пьера Огюста Ренуара, Анри Матисса, Хаима Сутина, Пабло Пикассо и Сальвадора Дали) поступила в Художественный музей Берна.
В 1954 году коллекция бернского предпринимателя Германа Рупфа (работы Пикассо, Жоржа Брака и Фовистов, а также произведения Фернана Леже, Хуана Гриса и Андре Массона) была передана Бернскому художественному музею. В 1961 году Ассоциация Эрнста Крейдольфа депонировала его работы в Художественном музее Берна. Кроме того, обогатили коллекцию пожертвования 1960-х годов Нелла Уолдена и Маргарит Арп-Хагенбах. В 1979 году Фондом Отмара Хубера были переданы музею лучшие работы Пикассо, Клее, Франца Марка, Алексея фон Явленского и Василия Кандинского. Фонд бернской пары коллекционеров Анн-Мари и Виктора Лёба выдающимися работами в области конструктивизма и послевоенного авангарда Йоханнеса Иттена, Виктора Вазарели, Камиллы Луи Грэзер, Макса Билля и Ричарда Пола Лозе, Фучио Фонтана и Пьеро Мандзони, Жана Тингели и Хесус Рафаэля Сото обогатил отдел современного искусства.
В 1980-х годах Художественный музей Берна смог принять наследие Мерет Оппенгейм, а также многочисленные пожертвования, например, от Эберхарда В. Корнфельда и Марли Х. Корнфельд.
В 1992 году Фонд Йоханнеса Иттена присоединился к Художественному музею Берна. Активы фонда хранятся в художественном музее и включают более 100 работ Йоханнеса Иттена, а также дневники и студенческие работы.
За последние несколько десятилетий коллекция Художественного музея Берна пополнилась произведениями современного искусства, отчасти благодаря пожертвованиям бернского галериста и коллекционера Тони Гербера и фонда Art Today Foundation, а также партнерству с новыми фондами. Благодаря активам партнерских фондов GegenwART, Kunsthalle Bern и Бернского фонда фотографии, кино и видео Художественный музей Берна обладает одной из самых важных коллекций современного искусства в Швейцарии.
Многие экспонаты музея находятся в архивных помещениях, в общей сложности музей владеет более чем 4 тыс. картин и скульптур и собранием из 48 тыс. рисунков и гравюр. Сотрудники музея регулярно приобретают новые предметы искусства, пополняя коллекцию экспонатов. Помимо постоянных экспозиций Музей изобразительных искусств Берна проводит различные временные выставки.
Здание художественного музея на Ходлерсштрассе (Hodlerstrasse 8-12) было построено в 1876—1878 годах под руководством Ойгена Штеттлера, в 1879 году музей переехал в новое здание. Великолепное здание в стиле Вильгельма, основанное на неоренессансном дизайне Штеттлера, было построено на окраине города как городской аналог Федерального дворца. На фасаде на двух круглых медальонах, созданных скульптором Рафаэлем Кристеном,- изображения Зевса и Минервы. С 1932 по 1936 год архитекторами Карлом Индермюле и Отто Сальвисбергом было построено новое современное боковое крыло, примыкающее к зданию Штеттлера.